# Afraflacilla bamakoi
Afraflacilla bamakoi là một loài nhện trong họ Salticidae.
Loài này thuộc chi Afraflacilla. Afraflacilla bamakoi được Lucien Berland & Millot miêu tả năm 1941.